# Toyama
Toyama (富山市, Toyama-shi) est la capitale de la préfecture de Toyama au Japon.

## Géographie

### Situation
La ville est située sur les côtes de la mer du Japon sur l'île d'Honshū, à 200 km au nord de Nagoya et 300 km au nord-ouest de Tokyo.

### Municipalités limitrophes
| Imizu  | mer du Japon   | Namerikawa, Kamiichi, Funahashi |
| Tonami | Toyama         | Tateyama                        |
| Nanto  | Hida, Takayama | Ōmachi                          |

### Démographie
En mars 2018, la population de Toyama était de 417 227 habitants, répartis sur une superficie de 1 241,77 km2.

### Climat
Toyama a un climat subtropical humide avec des étés chauds et humides et des hivers frais. Les précipitations sont abondantes tout au long de l'année, particulièrement en juillet, septembre et de novembre à janvier.

## Histoire
La ville de Toyama devient la capitale de la province d'Etchū à l'époque Sengoku. Le château de Toyama est construit en 1543. A l'époque d'Edo, elle est le fief du domaine de Toyama.
La ville moderne a été fondée le 1er avril 1889. Elle est désignée ville noyau en 1996.
En 1918 la préfecture est le lieu de départ des « émeutes du riz » qui enflamment tout le pays et contraignent à la démission le premier ministre Terauchi Masatake le 29 septembre.
La ville de Toyama a été détruite à 99,5% en un seul raid de cent soixante-treize B-29 dans la nuit du 1er août 1945.
En 2005, les bourgs d'Ōsawano, Ōyama, Fuchū et Yatsuo, et les villages de Hosoiri et Yamada fusionnent avec Toyoma.

## Transports
La gare de Toyama est la principale gare de la ville. Elle est desservie par plusieurs lignes classiques : la ligne Takayama de la compagnie JR West et la ligne Ainokaze Toyama Railway de la compagnie Ainokaze Toyama Railway. Depuis 2015, la ligne Shinkansen Hokuriku relie Kanazawa à Tokyo en passant par Toyama.
La compagnie Toyama Chihō Railway exploite 3 lignes de trains dans Toyama et sa périphérie : la ligne principale Toyama Chihō Railway, la ligne Tateyama et la ligne Fujikoshi-Kamidaki. Cette même compagnie exploite également un réseau de tramway composé de six lignes commerciales et la majorité des lignes de bus.
La ville dispose d'un aéroport relié en 2017 à Séoul, Taipei, Shanghai, Dalian, Tokyo et Sapporo.
Le 20 mars 2010, la ville a lancé avec JCDecaux son service Cyclocity (シクロシティ, shikuroshiti) avec 150 vélos sur 15 stations.

## Éducation
- Université de Toyama

## Culture locale et patrimoine

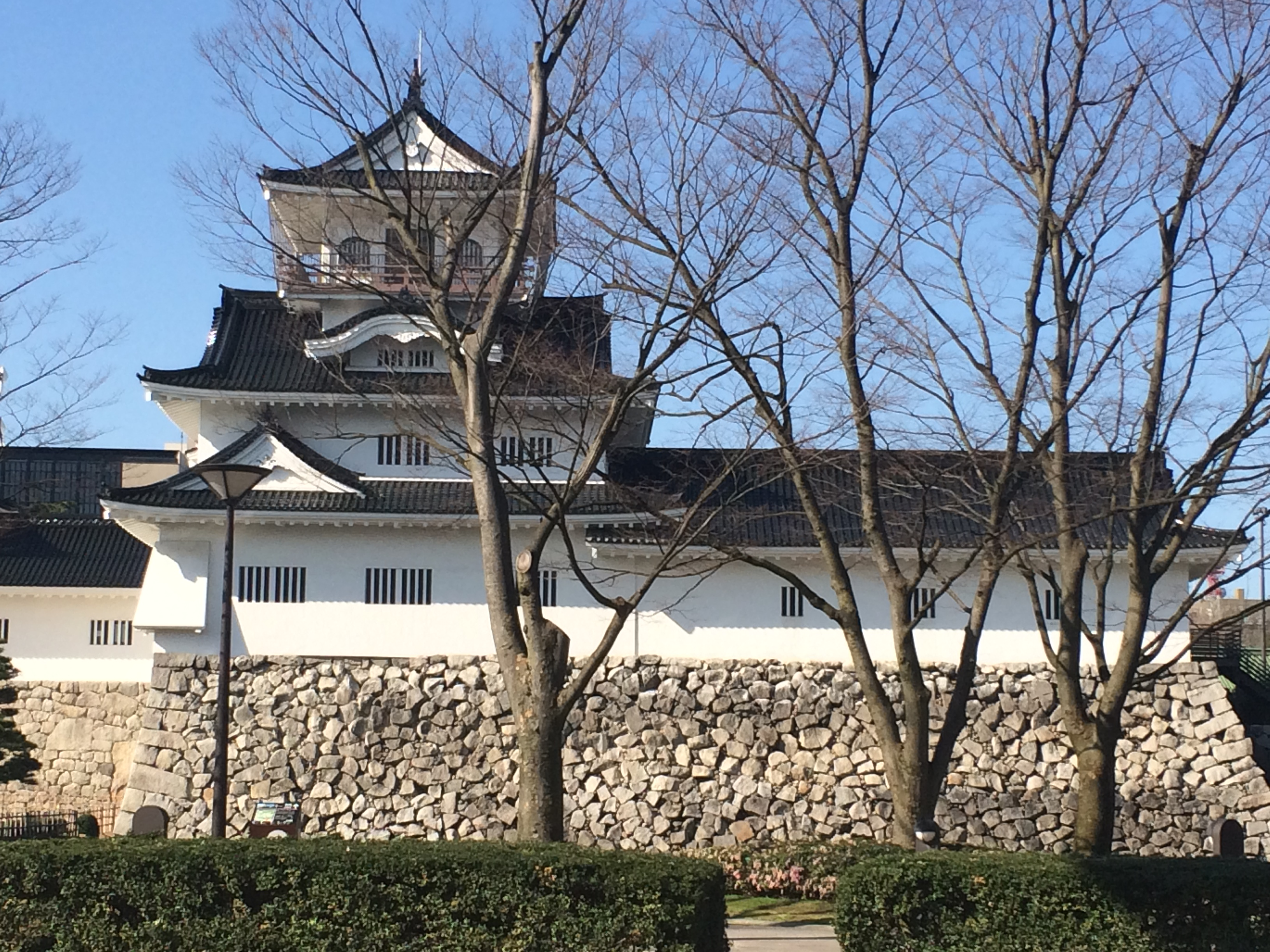
Château de Toyama

### Patrimoine architectural
- Château de Toyama
- Kokutai-ji

### Vie culturelle
Chaque année, les trois premières nuits de septembre se déroule dans le quartier de Yatsuo la fête de Owara Kaze no Bon. Dans les ruelles sombres, les habitants dansent en lente procession au rythme de chants mélancoliques.

## Jumelage
- Kostroma (Russie)

## Personnalités associées à la ville
- Jūji Tanabe, alpiniste
- Sachiko Hidari, actrice
- Mari Kotani, critique féministe de science fiction
- Jinen Nagase, politique
- Yasumasa Nishino, joueur de football
- Kōichi Tanaka, chimiste
- Yoshio Yamada, linguiste
- Yasuda Zenjirō, homme d'affaires
- Mamoru Hosoda, réalisateur
- Rui Hachimura, joueur de basket-ball
- Yuken Takigaura, guide touristique